# The White Sheep

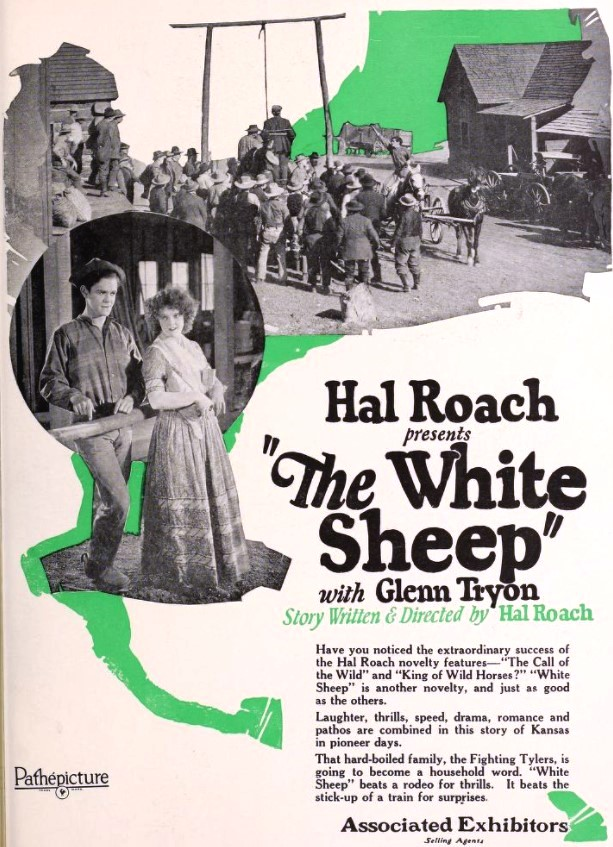
Annonce pour le film dans le magazine Moving Picture World.

The White Sheep est un film américain réalisé par Hal Roach et sorti en 1924.

## Synopsis
Nelse Tyler et ses deux fils voyous Milt et Mose , dirigent la ville de Tyler d'une main de fer et sont toujours prêts à se battre entre eux ou contre des étrangers. Il a un autre fils, Tobias, que son père considère comme un « mouton blanc », qui est sentimental et non violent, méprisé par ses frères. Patience Matthews et son père, le juge Matthews, viennent en ville et les Tyler tentent de lui faire la cour, mais Tobias est son préféré. Tom Calvert un emprunteur, cherche à vaincre Nelse Tyler et, sans succès, monte une histoire selon laquelle Nelse aurait assassiné Newt Randall. Nelse est jugé et, pour le sauver, Tobias traîne le palais de justice à travers la frontière de l'État, mais la ruse échoue lorsque les chevaux effrayés le font reculer. Nelse est reconnu coupable et sur le point d'être pendu lorsque Tobias apprend que Newt est toujours en vie. Il le poursuit et le ramène à temps pour sauver son père.

## Fiche technique
- Réalisation : Hal Roach
- Scénario : Hal Roach

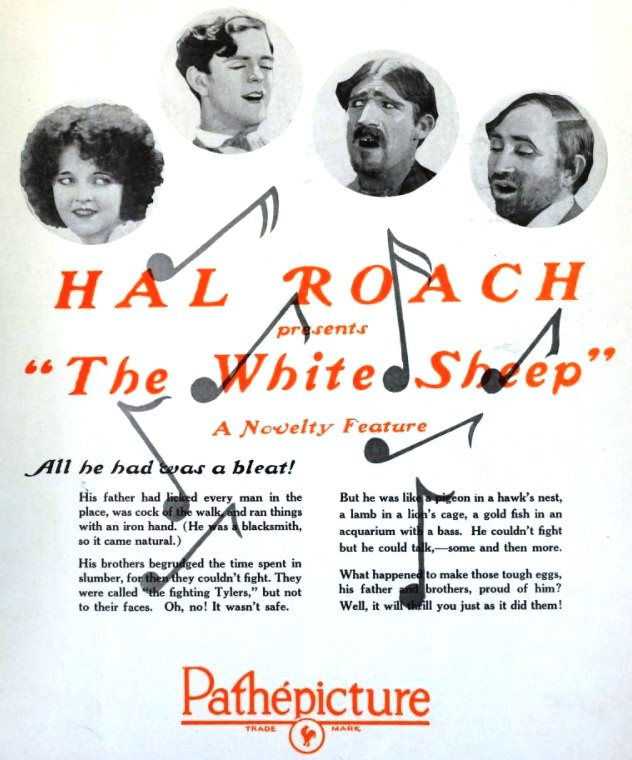
Annonce pour le film dans Film Daily.

- Photographie : Floyd Jackman, George Stevens
- Production : Hal Roach Studios
- Distributeur : Pathé Exchange
- Durée : 60 minutes (6 bobines)[3]
- Date de sortie : 
  - États-Unis : 24 décembre 1924

## Distribution
- Glenn Tryon : Tobias Tyler
- Blanche Mehaffey : Patience Matthews
- Jack Gavin (en) : Nelse Tyler
- Bob Kortman : Milt Tyler
- Leo Willis : Mose Tyler
- Chris Lynton : Judge Matthews
- J.J. Clayton : Tom Calvert
- Dick Gilbert (en) : Newt Randall
- Richard Daniels : Al Morton

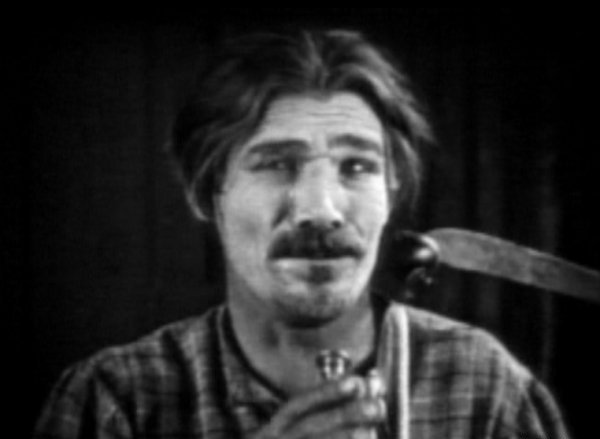
Bob Kortman (Milt)
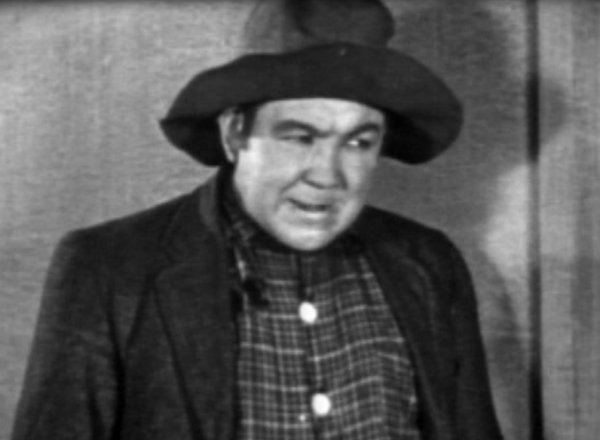
Dick Gilbert
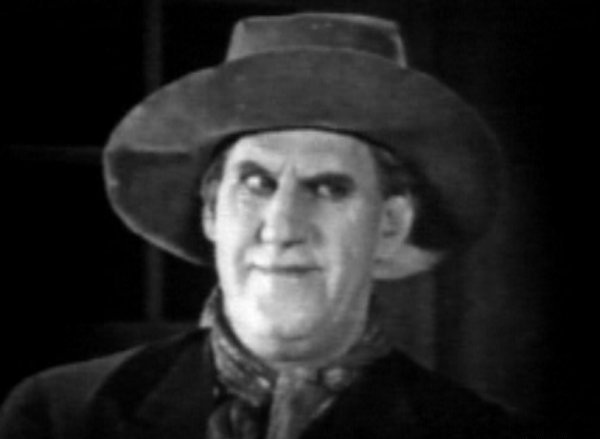
Jack Gavin
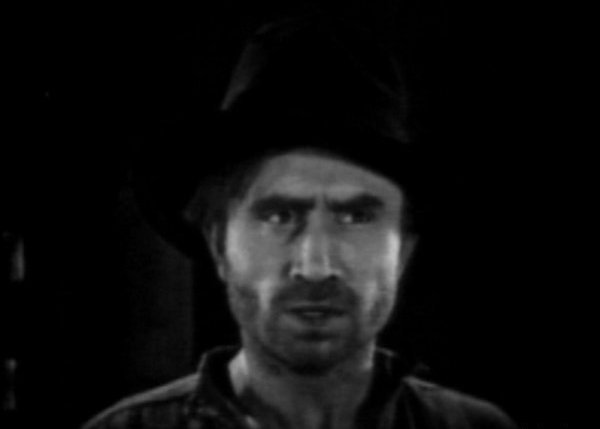
Leo Willis (Mose)
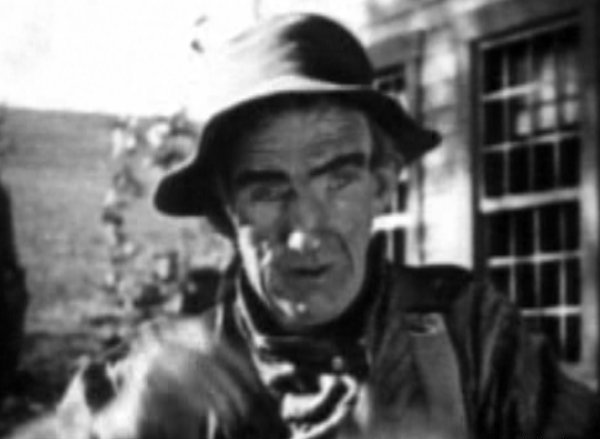
Richard Daniels